# Кретарола (Фермо)
Кретарола (итал. Cretarola) насеље је у Италији у округу Фермо, региону Марке.
Према процени из 2011. у насељу је живело 702 становника. Насеље се налази на надморској висини од 57 м.